# توهم پیشابیداری
هیپنوپامپیک (Hypnopompic) به درک حسی اشتباه (توهم) در لحظات بیدار شدن از خواب اشاره دارد. این اختلال یکی از نشانه های اختلال خواب موسوم به نارکولپسی می باشد.